# Sylvia Cheeseman
Sylvia Cheeseman-Disley, angleška atletinja, * 19. maj 1929, Richmond, Anglija, Združeno kraljestvo.
Nastopila je na olimpijskih igrah v letih 1948 in 1952, ko je osvojila bronasto medaljo v štafeti 4x100 m, obakrat se je uvrstila v polfinale teka na 200 m. Na igrah Britanskega imperija je osvojila srebrno medaljo v štafetnem teku na 660 jardov in bronasto v štafetnem teku na 440 jardov leta 1950.